# بيلا (غينيا)
بيلا (نكو : ߓߋߟߊ߫) هي مدينة و محافظة فرعية تقع في جنوب شرق غينيا. هي عاصمة محافظة بيلا والمدينة الرئيسية في اقليم كونيان.

## التعدين
بيلا هي المدينة الرئيسية التي تخدم مشروع سيماندو لخام الحديد. يتم تشغيل المنجم من قبل شركة تعدين بريطانية أسترالية تسمى مجموعة ريو تينتو. استمر وجودها في بيلا قرابة 17 عامًا. استثمرت مجموعة ريو تينتو أيضًا حوالي 700.000.000 دولار أمريكي في حكومة غينيا بغرض استكشاف الجبل والتنقيب فيه.[بحاجة لمصدر]